# Asker Station
Asker Station (Asker stasjon) er en jernbanestation beliggende i Asker i Akershus fylke, sydvest for Oslo i Norge. Stationen fungerer som det største offentlige transportknudepunkt for kommunerne placeret rundt om Asker ved Drammenbanen. Stationen betjenes af lokaltog, regionaltog og eksprestog til Bergen, Kristiansand og Stavanger og Flytoget til Oslo Lufthavn, Gardermoen. Stationen fungerer også som en busterminal for Asker kommune.

## Historie
Stationen blev åbnet sammen med Drammenbanen 7. oktober 1872 men er ombygget flere gange siden. Den oprindelige stationsbygning, der var tegnet af Georg Andreas Bull, blev erstattet af en ny 1921 tegnet af Ragnvald Utne fra NSB Arkitektkontor. Den blev revet ned i 1957 og erstattet af en ny stationsbygning i 1960, der også var tegnet af NSB Arkitektkontor. I 1998 blev den kraftigt ombygget i forbindelse med etableringen af Flytogets terminal. Den seneste ombygning blev tegnet af arkitekten Niels Torp.
Hele stationsområdet blev ombygget og udvidet i perioden 2003-2006 i forbindelse med Jernbaneverkets anlæggelse af højhastighedsjernbanen Askerbanen fra Skøyen, der kommer ind på Asker gennem en ny tunnel. Ved ombygningen blev der etableret en ny gangtunnel mellem sporene, og her har billedkunstneren Sven Påhlsson og komponisten Erik Wøllo skabt et moderne audiovisuelt kunstværk. Kunstværket, der tager udgangspunkt i primærfarverne rød, blå og gul, er baseret på computerstyret lysteknologi. Udsmykningen består af tre langstrakte tavler i sortmalet stål placeret langs en betonvæg med utallige lysdioder i baggrunden, der er programmeret til at vise hele 16,7 mio. farvevariationer på betonvæggen. Udsmykningen har sit eget specielt komponerede lydspor, der går i en fire timer lang sløjfe, og som varierer fra dag til dag.